# Avestruz (Buenos Aires)
Avestruz es un paraje rural del sur de la Provincia de Buenos Aires, Argentina, perteneciente al partido de Adolfo Alsina.

## Ubicación
Se encuentra a 17 km al oeste de la ciudad de Darregueira sobre la Ruta Provincial 76, y a 3 km del límite con la provincia de La Pampa.

## Población
Durante los censos nacionales del INDEC de 2001 y 2010 fue considerada como población rural dispersa.